# 第6屆日本電影學院獎
第6回日本電影學院獎於1983年（昭和58年）2月17日進行公布和頒獎儀式。在東京王子大飯店举行，主持人是山城新伍和石田惠理。

## 最佳影片獎
- 《蒲田进行曲》

### 优秀影片奖
- 《鬼龍院花子的生涯（日语：鬼龍院花子の生涯）》
- 《疑惑》
- 《未完的對局（日语：未完の対局）》
- 《誘拐報道》

## 最佳導演獎
- 深作欣二（《蒲田进行曲》、《道頓堀川》）

### 優秀導演獎
- 伊藤俊也（日语：伊藤俊也）（《誘拐報道》）
- 五社英雄（《鬼龍院花子的生涯》）
- 野村芳太郎（日语：野村芳太郎）（《疑惑》）
- 柳町光男（日语：柳町光男）（《再見吧！可愛的大地（日语：さらば愛しき大地）》）

## 最佳剧本奖
- 金峰雄（日语：つかこうへい）（《蒲田进行曲》）

### 优秀剧本奖
- 笠原和夫（日语：笠原和夫）（《大日本帝國》）
- 高田宏治（日语：高田宏治）（《鬼龍院花子的生涯》／《青春之門・自立篇（日语：青春の門・自立篇）》）
- 古田求（日语：古田求）・野村芳太郎（日语：野村芳太郎）（《疑惑》）
- 松田寛夫（日语：松田寛夫）《《誘拐報道》）

## 最佳男主角奖
- 平田滿（日语：平田満）（《蒲田进行曲》）

### 优秀男主角奖
- 武田鐵矢（《刑事物語（日语：刑事物語）》、《临时演员》）
- 仲代達矢（《鬼龍院花子的生涯》）
- 根津甚八（日语：根津甚八）（《再見吧！可愛的大地》，《孩子七歲時的祝賀（日语：この子の七つのお祝いに）》）
- 萩原健一（《誘拐報道》）

## 最佳女主角奖
- 松坂慶子（《蒲田进行曲》、《道頓堀川》）

### 优秀女主角奖
- 石田亚由美（日语：いしだあゆみ）（《野獸刑事（日语：野獣刑事）》、《寅次郎的故事29 紫阳花之恋》）
- 田中裕子（《强@ 隐私（日语：ザ・レイプ）》）
- 夏目雅子（《鬼龍院花子的生涯》）
- 桃井薰（《疑惑》、《青春之門・自立篇》）

## 最佳男配角奖
- 風間杜夫（《蒲田进行曲》）

### 優秀男配角奖
- 青井輝彥（日语：あおい輝彦）（《大日本帝國》）
- 泉谷茂（日语：泉谷しげる）（《紅色帽子的女人》、《野獸刑事》）
- 柄本明（《疑惑》、《道頓堀川》、《寅次郎的故事29 紫阳花之恋》、《水手服與機關槍》）
- 鹿賀丈史（《疑惑》）

## 最佳女配角獎
- 小柳留美子（《誘拐報道》）

### 優秀女配角獎
- 秋吉久美子（《誘拐報道》、《制霸（日语：制覇）》、《凶彈（日语：凶弾）》）
- 加賀真理子（《道頓堀川》、《钻石伤不了（日语：ダイアモンドは傷つかない）》）
- 中井貴惠（日语：中井貴惠）（《啊，野麥峠・新綠篇》、《制霸》）
- 山口美也子（日语：山口美也子）（《再見吧！可愛的大地》）

## 最佳音樂獎
- 甲斐正人（日语：甲斐正人）（《蒲田进行曲》）

### 優秀音楽賞
- 芥川也寸志（《疑惑》、《幻之湖（日语：幻の湖）》）
- 菅野光亮（日语：菅野光亮）（《鬼龍院花子的生涯》）
- 菊池俊輔（《誘拐報道》、《青春之門・自立篇》）
- 山本直純（日语：山本直純）（《寅次郎的故事29 紫阳花之恋》、《大日本帝國》、《制霸》）

## 最佳攝影獎
- 姫田真左久（《誘拐報道》）

### 優秀攝影獎
- 川又昂（日语：川又昂）（《疑惑》、《道頓堀川》）
- 北坂清（《蒲田进行曲》）
- 木村大作（日语：木村大作）（《海峽》）
- 森田富士郎（日语：森田富士郎）（《鬼龍院花子的生涯》）

## 最佳照明獎
- 山口利雄（日语：山口利雄）（《誘拐報道》）

### 優秀照明獎
- 小林松太郎（《疑惑》、《道頓堀川》）
- 海地榮（《蒲田进行曲》）
- 望月英樹（日语：望月英樹）（《海峽》）
- 増田悦章（《鬼龍院花子的生涯》）

## 最佳美術獎
- 西岡善信（日语：西岡善信）（《鬼龍院花子的生涯》、《怪异谈：不死的小平次》）

### 優秀美術獎
- 今村力（《誘拐報道》）
- 北川弘（日语：北川弘）（《大日本帝國》）
- 木村威夫（日语：木村威夫）（《未完的對局》、《裕子的禮物》）
- 高橋章（日语：高橋章）（《蒲田进行曲》、《野獸刑事》）

## 最佳錄音獎
- 紅谷愃一（日语：紅谷愃一）（《海峽》、《水手服與機關槍》）

### 優秀錄音獎
- 荒川輝彦（《蒲田进行曲》、《燃烧的勇士（日语：燃える勇者）》）
- 林鑛一（《誘拐報道》）
- 原田真一・松本隆司（日语：松本隆司）（《疑惑》、《道頓堀川》）
- 平井清重（《鬼龍院花子的生涯》）

## 最佳外國影片獎
- 《E.T.》

### 優秀外國影片獎
- 《金色池塘》
- 《火戰車》
- 《從海底出擊》
- 《洛基3》

## 新人獎
- 石原良純（日语：石原良純）（《凶彈》）
- 尾美利德（《轉校生》）
- 平田滿（《蒲田行進曲》）
- 小林聰美（《轉校生》）
- 田中美佐子（《钻石伤不了》）
- 美保純（日语：美保純）（《粉紅色的窗簾》系列）

## 特別獎
- 森繁久彌（日语：森繁久彌）
- 山田洋次
- 渥美清
- 倍賞千惠子

## 話題獎

### 作品部門
- 《最后的英雄》

### 俳優部門
- E.T.（《E. T.》）